# Juliana Götze
Juliana Götze (* 23. August 1985 in Berlin) ist eine deutsche Schauspielerin.

## Leben
Juliana Götze lebt mit dem Down-Syndrom. Sie begann ihre Karriere 1994 im Circus „Sonnenstich“ des Vereins „Sonnenuhr“ e.V.
Seit 1999 gehört sie zum Ensemble des integrativen Theaters RambaZamba in der Berliner Kulturbrauerei. Götze war in allen Stücken des Ensembles Höhne auf der Bühne zu sehen. In den Stücken Alice auf Kaninchenjagd und Alice in den Fluchten spielte sie die Hauptrolle der Alice. Mit den viel beachteten Inszenierungen Lilith´s Return und Schwestern, unter der Regie von Frank Krug, war sie in verschiedenen Städten Deutschlands, in der Schweiz und in Luxemburg unterwegs. Neben den regelmäßigen Auftritten im Theater RambaZamba, war Götze auch in verschiedenen Inszenierungen am Deutschen Theater Berlin zu sehen.
Juliana Götze spielte in verschiedenen Filmproduktionen mit. Einem breiteren Publikum wurde sie im Jahr 2008 durch ihre Hauptrolle als Rosi in der Polizeiruf-110-Folge Rosis Baby bekannt. 2009 spielte sie die Hauptrolle in dem Film Liebe und so Sachen… im Auftrag von Pro Familia Hessen. Neben der Film- und Theatertätigkeit arbeitet Götze als Synchronsprecherin, unter anderem für den Kinofilm Me too – Wer will schon normal sein?. In dem Fernsehfilm So wie du bist (2012) unter der Regie von Wolfgang Murnberger war sie an der Seite von Gisela Schneeberger in der Hauptrolle als Michalina zu sehen.
Für ihre Rolle in Rosis Baby erhielt sie 2009 zusammen mit dem Filmteam den Medienpreis „Bobby“, außerdem wurde sie mit dem „All-Together-Award“ der Lebenshilfe für Menschen mit geistiger Behinderung, Landesverband Nordrhein-Westfalen, geehrt.

## Filmografie
- 2006: Die Familienanwältin – Ramba Zamba
- 2008: Polizeiruf 110 – Rosis Baby – (Hamburger Krimipreis, Grimme-Preis Nominierung)
- 2009: Liebe und so Sachen – Pro Familia
- 2012: So wie du bist – (Fernsehpreis der Erwachsenenbildung, Österreich)
- 2019: Letzte Spur Berlin